# Histoire de l'Afrique du Nord

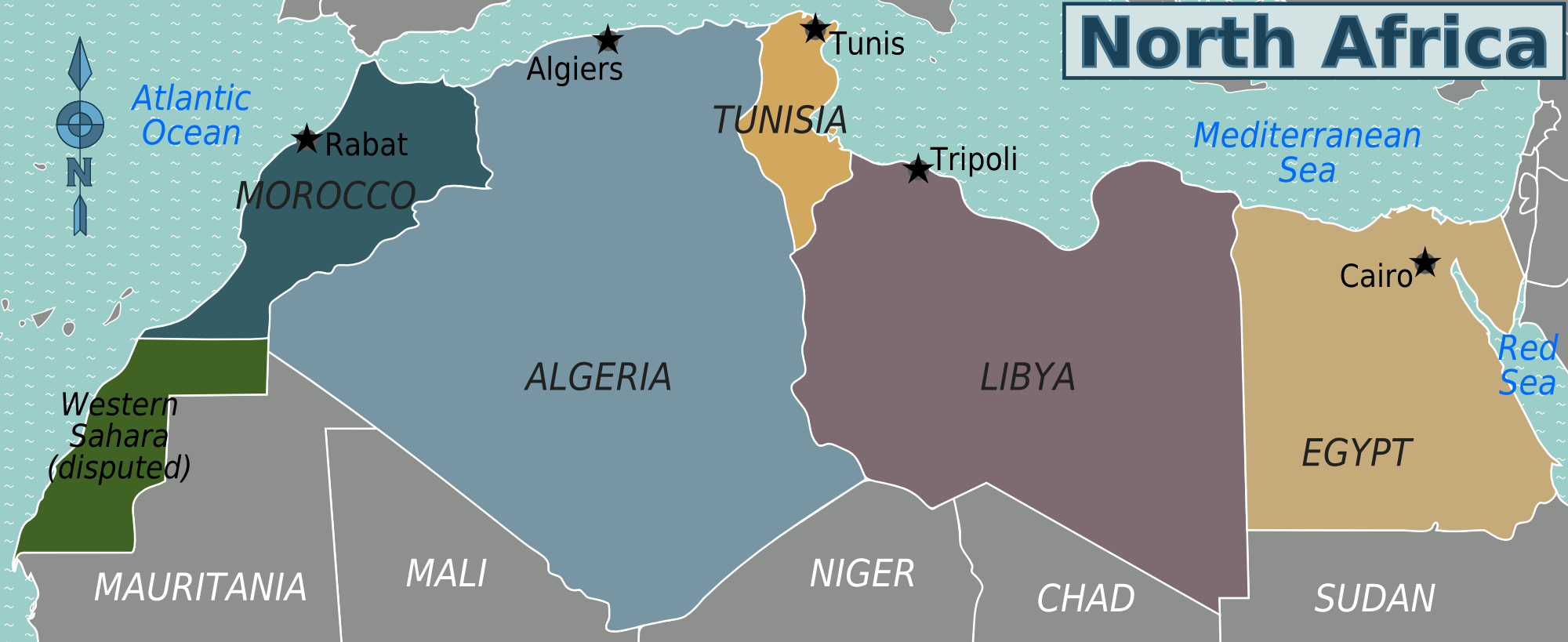
Carte politique contemporaine de l'Afrique du Nord

L'Afrique du Nord est une bande de terre relativement mince entre le désert du Sahara et la Méditerranée, s'étendant de la côte atlantique marocaine à l'Égypte. Actuellement, la région comprend cinq pays, d'ouest en est: le Maroc, l'Algérie, la Tunisie, la Libye et l’Égypte. La région a été influencée par de nombreuses cultures diverses. Le développement de la navigation maritime a fermement fait entrer la région dans le monde méditerranéen, surtout à l'époque classique. La « mer de sables » avec ses « îles d'eau » (Hérodote) a aussi été une zone de commerce pour les caravanes de dromadaires apportant du nord des produits manufacturés, des outils, de la vaisselle, du miel, du vin, de l'ambre et des textiles, et du sud des peaux, des fruits séchés, des animaux sauvages captifs, de l'ivoire, des épices, de l'encens et des esclaves. La région avait également des liens commerciaux avec le Moyen-Orient, qui a joué un rôle clé dans l'histoire de l'Afrique du Nord.

## Préhistoire

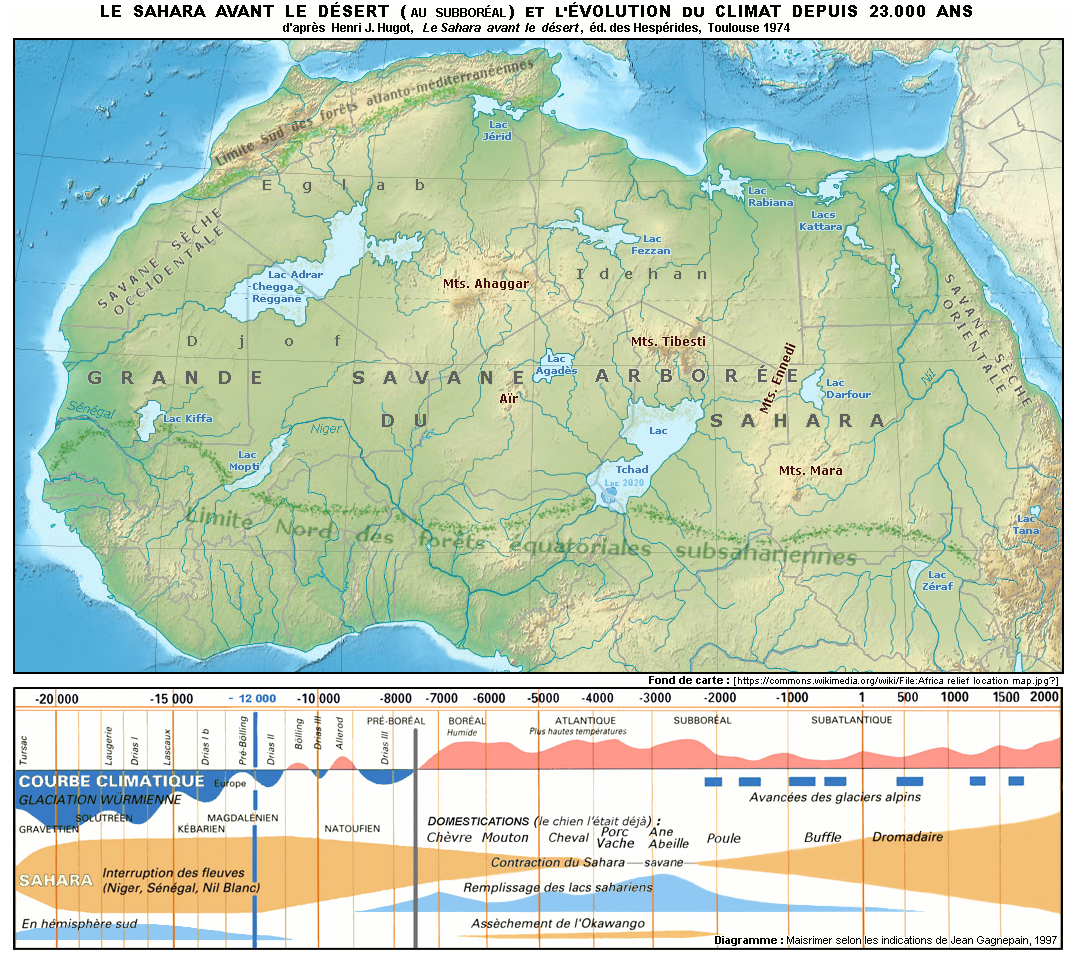
L'Afrique du Nord durant la période humide : la végétation au sud de la forêt méditerranéenne était de type savane arborée et la faune, attestée par les restes fossiles et l'art rupestre, comprenait des autruches, des gazelles, des girafes, des bovins, des rhinocéros, des éléphants, des hippopotames, des crocodiles.

Reconstruction du monde décrit par Hérodote dans son Enquête.

Les premiers humains connus vivaient en Afrique du Nord vers 260 000 av.J.-C. Pendant la majeure partie de l'âge de pierre, le climat de la région était très différent de celui d'aujourd'hui, le Sahara étant beaucoup plus humide et semblable à la savane. Abritant des troupeaux de grands mammifères, cette zone pouvait abriter une importante population de chasseurs-cueilleurs et la culture atérienne qui s'y développa fut l'une des sociétés paléolithiques les plus avancées.
À l'époque mésolithique, la culture capsienne dominait la partie orientale de l'Afrique du Nord, les agriculteurs néolithiques devenant prédominants vers 6 000 av.J.-C. Au cours de cette période, la région du Sahara s'assécha régulièrement, créant une barrière entre l'Afrique du Nord et le reste de l'Afrique.
Diverses populations de pasteurs laissèrent des représentations picturales d'une faune abondante, d'animaux domestiques, de chars et d'une culture complexe qui remonte à au moins 10 000 avant notre ère, dans le nord du Niger et les régions voisines du sud de l'Algérie et de la Libye. Plusieurs anciens villages et sites archéologiques du nord du Niger datent de la période du « Sahara vert » de 7500-7000 à 3500-3000 avant notre ère,.
La vallée du Nil, à l'extrémité orientale de l'Afrique du Nord, est l'une des régions agricoles les plus riches du monde. La dessiccation du Sahara aurait augmenté la densité de population dans la vallée du Nil et les grandes villes se développèrent. Finalement, l'Égypte antique s'unifia dans l'une des premières civilisations du monde.

## Antiquité
L'expansion du désert libyen coupa l’Égypte du reste de l'Afrique du Nord. Les bateaux égyptiens, quoique bien adaptés au Nil, n'étaient pas utilisables en pleine Méditerranée. De plus, le marchand égyptien avait des destinations bien plus prospères vers la Crète, Chypre et le Levant.
Les Grecs depuis l'Europe et les Phéniciens depuis Asie s'installèrent également le long des côtes de l'Afrique du Nord, les premiers en Cyrénaïque (avec aussi une colonisation grecque dans le delta du Nil), les seconds au Maghreb (civilisation carthaginoise). Les deux sociétés tiraient leur prospérité de la mer et du commerce océanique mais échangeaient aussi avec les habitants indigènes. En 332 av.J.-C., Alexandre le Grand prit l'Égypte aux Perses, inaugurant la dynastie ptolémaïque d'origine grecque.
Les Phéniciens étendirent leur présence en Afrique du Nord avec des colonies de Tripoli sur l'Atlantique. L'une des villes phéniciennes les plus importantes fut Carthage, qui devint l'une des plus grandes puissances de la région. Au sommet de sa puissance, Carthage contrôla la Méditerranée occidentale avec la majeure partie de l'Afrique du Nord en dehors de l'Égypte, l'Hispanie et les côtes de l'actuel Maroc. Cependant, Rome, le principal rival de Carthage au nord, la vainquit au terme des guerres puniques en 146 av.J.-C. et annexa son empire. En 30 av.J.-C., l'empereur romain Octave conquit l'Égypte, l'annexant à son tour à l'Empire et, pour la première fois, unifiant la côte nord-africaine sous un seul souverain.
Le pouvoir carthaginois pénétra profondément dans le Sahara par les chemins caravaniers, assurant la prospérité des tribus nomades de la région. L'Empire romain demeura plus confiné à la côte, mais en plaine, expropria des terres berbères pour les agriculteurs romains. Ces derniers firent donc face à une menace constante du sud. Un réseau de fortifications (limes) fut établi sur la frontière sud, sécurisant finalement suffisamment la région pour que les garnisons locales la contrôlent sans soutien impérial.

## Antiquité tardive
Lorsque l'Empire romain commença à s'effondrer, l'Afrique du Nord fut épargnée par une grande partie des perturbations jusqu'à l'invasion vandale de 429 après.J.-C. L'Afrique du Nord fut christianisée sous deux formes : la variante arienne fut adoptée par les Vandales, tandis que les populations romaines et berbères adoptèrent la variante nicéenne orthodoxe. Les Vandales régnèrent en Afrique du Nord jusqu'à ce que les territoires soient reconquis au VIe siècle par l'Empire romain d'Orient sous le règne de Justinien. L'Égypte, où le christianisme monophysite devint dominant, ne fut pas envahie par les Vandales parce qu'il y avait mille miles de désert à parcourir et parce que l'Empire romain d'Orient était mieux défendu.
Pendant les périodes carthaginoise, romaine, vandale, romaine d'Orient (byzantine), arabe et turque, le tribus berbères montagnardes réussirent à maintenir leur autonomie politique mais furent néanmoins islamisées,,,,,.

## Arrivée de l'Islam

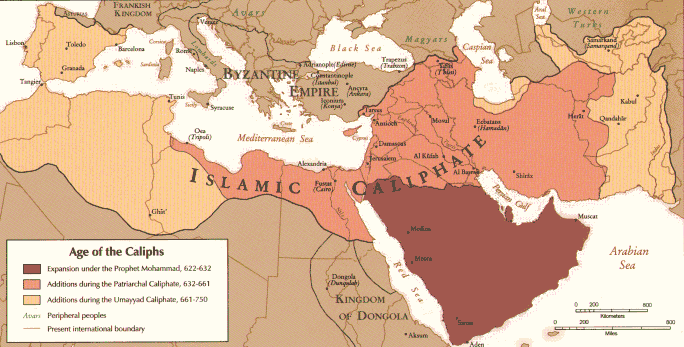
Expansion de l'islam.

### Conquête arabe

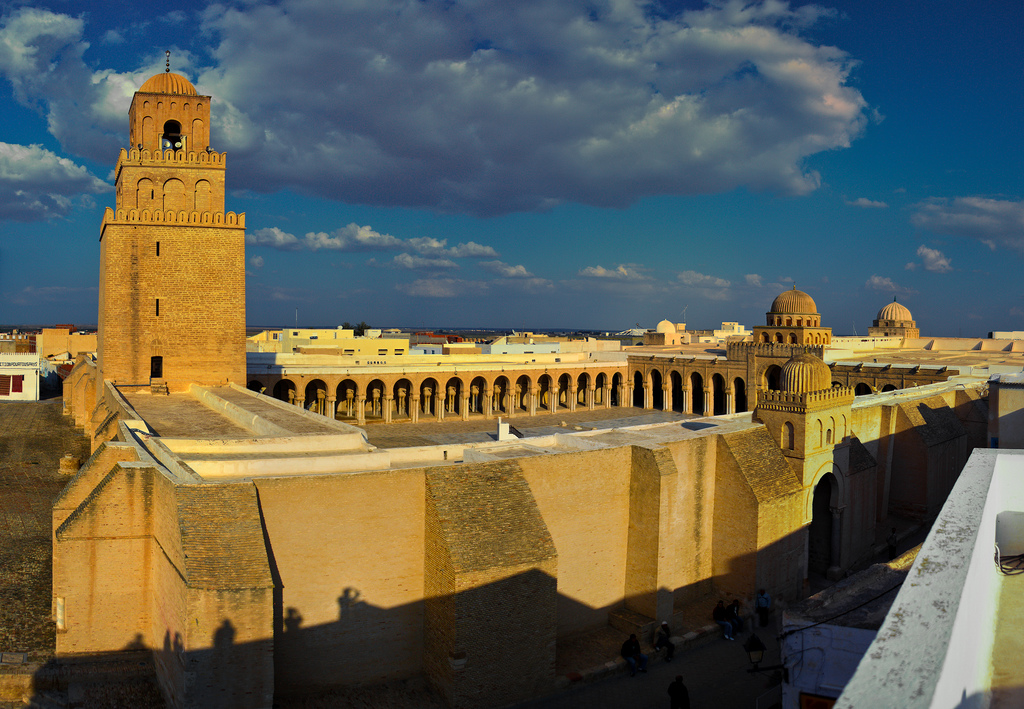
La mosquée d'Uqba, également connue sous le nom de grande mosquée de Kairouan, fut fondée par le conquérant arabe Uqba Ibn Nafi al-Fihiri en 670 après J.-C. ; c'est la mosquée la plus ancienne et la plus importante d'Afrique du Nord, ville de Kairouan, Tunisie.

L'invasion arabe du Maghreb commence en 642 EC quand Amr ibn al-As, le gouverneur d'Égypte, envahit la Cyrénaïque, avançant jusqu'à Tripoli en 645 EC. Une nouvelle expansion en Afrique du Nord attendit encore vingt ans, en raison de la première Fitna. En 670 EC, Oqba ibn Nafi al-Fihiri envahit ce qui est maintenant la Tunisie pour tenter de prendre la région à l'Empire byzantin, mais ne réussit que partiellement . Il fonda la ville de Kairouan mais fut remplaçé par Abul-Muhajir Dinar en 674 EC. Abul-Muhajir avança avec succès dans ce qui est maintenant l'Algérie orientale, incorporant dans la sphère d'influence islamique, la confédération berbère dirigée par Kusaila.
En 681 EC Uqba reçut à nouveau le commandement des forces arabes et avança à nouveau vers l'ouest en 682 EC, tenant Kusaya en otage. Il avança jusqu'à l'océan Atlantique à l'ouest et pénétra la vallée du fleuve Draa et la région de Sus dans ce qui est aujourd'hui le Maroc. Cependant, Kusaila s'échappa pendant la campagne et attaqua Uqba à son retour, et le tua près de Biskra dans l'actuelle Algérie. Après la mort d'Uqba, les armées arabes se retirèrent de Kairouan, que Kusaila prit comme capitale. Il y régna jusqu'à ce qu'il soit vaincu par une armée arabe sous Zuhair ibn Kays. Zuhair lui-même fut tué en 688 EC en luttant contre l'Empire byzantin qui avait réoccupé la Cyrénaïque, alors qu'il était occupé en Tunisie.
En 693 de notre ère, le calife Abd al-Malik ibn Marwan envoya une armée de 40 000 hommes, commandée par Hassan Ibn Numan, en Cyrénaïque et en Tripolitaine pour éliminer la menace byzantine sur l'avance des Omeyyades en Afrique du Nord. Ils ne rencontrèrent aucune résistance jusqu'à ce qu'ils atteignent la Tunisie où ils capturèrent Carthage et vainquirent les Byzantins et les Berbères autour de Bizerte.
Peu de temps après, les forces d'al-Nu'man entrèrent en conflit avec les indigènes berbères de la tribu Djerawa sous la direction de leur reine, Al-Kahina. Les Berbères vainquirent al-Nu'man dans deux combats, le premier sur la rivière Nini (en), et le second près de Gabis, sur quoi les forces d'al-Nu'man se retirèrent en Cyrénaïque pour attendre des renforts. Des renforts arrivèrent en 697 CE et al-Nu'man avança dans ce qui est maintenant la Tunisie, rencontrant à nouveau Al-Kahina près de Gabis. Cette fois, il réussit, et Al-Kahina se retira à Tubna où ses forces furent vaincues, et elle tuée.
Al-Nu'man ensuite reprit Carthage aux Byzantins, qui l'avaient reprise lors de sa retraite de Tunisie. Il fonda la ville de Tunis à proximité et l'utilisa comme base de la marine omeyyade en Mer Méditerranée. Les Byzantins furent contraints d'abandonner le Maghreb et de se retirer dans les îles de la mer Méditerranée. Cependant, en 705 CE il fut remplacé par Moussa Ibn Noçaïr, un protégé de l'époque gouverneur d’Égypte, Abdul-Aziz ibn Marwan. Nusair attaqua ce qui est aujourd'hui le Maroc, s'empara de Tanger et avança vers le fleuve Sus et l' oasis de Tafilalet au cours d'une campagne de trois ans.

## Les empires berbères musulmans

### Fatimides
Le califat fatimide est fondé en 909 par Ubayd Allah al-Mahdi .  Il donne naissance au mouvement en s'appuyant sur les tribus Ketamas de petite Kabylie, puis du Constantinois qu'il a converties à l'islam chiite ismaélien. Ils réussirent à conquérir toute l'Afrique du Nord en plus de certaines terres au Moyen-Orient eurent également autorité sur la Sicile.

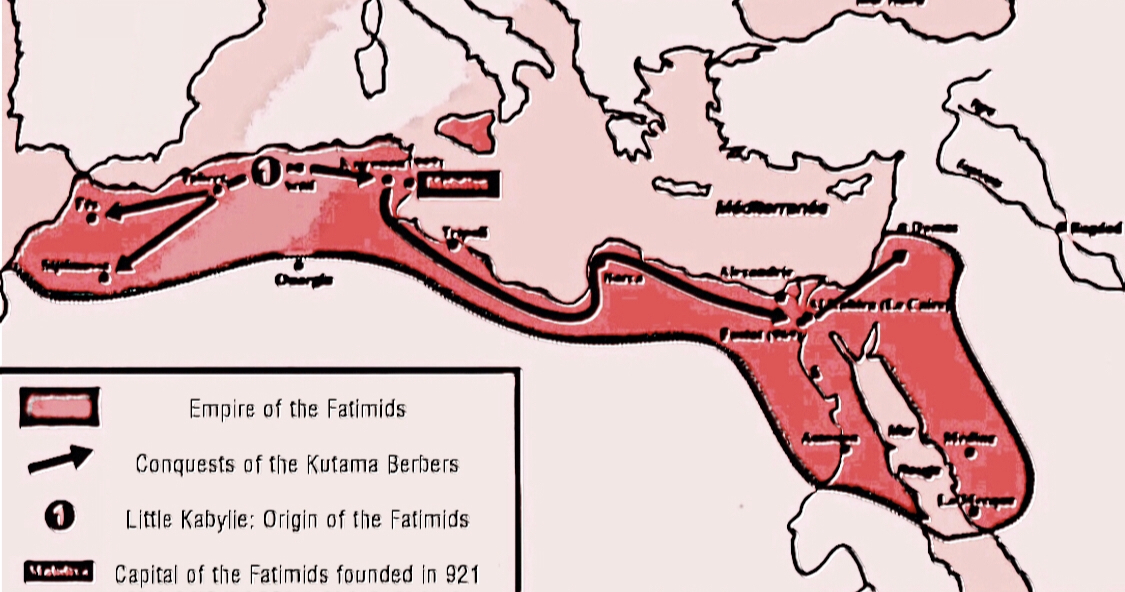
Origine et conquêtes des Fatimides

### Zirides
La dynastie des Zirides était une famille de Berbères Sanhaja originaires des montagnes kabyles. Au cours de leur règne, ils réussirent à régner sur l'ensemble du Maghreb et établirent également leur domination dans certaines parties d'Al-Andalus. Ils exercèrent également une suzeraineté sur l'île de Sicile à travers les émirs Kalbite, assassinèrent plus tard le souverain et prirent le contrôle de l'île. Lorsque l'émirat de Sicile fut divisé en taifas distincts, Ayyub Ibn Tamim entra en Sicile et unit tous les taifas sous son règne jusqu'à ce qu'il quitte l'île.

### Hammadides
Les Hammadides arrivèrent au pouvoir après avoir déclaré leur indépendance des Zirides. Ils réussirent à conquérir des terres dans toute la région du Maghreb, capturant et rentrant en possession des territoires importants tels que : Alger, Bougie, Tripoli, Sfax, Suse, Fès, Ouargla et Sijilmasa,,. Au sud de la Tunisie, ils rentrèrent également  en possession d'un certain nombre d'oasis qui étaient les terminus des routes commerciales transsahariennes.

### Almoravides
Au XIe siècle, les Berbères du Sahara entamèrent un djihad pour réformer l'islam en Afrique du Nord et supprimer toute trace de pluralisme culturel ou religieux. Ce mouvement créa un empire englobant des parties de l'Espagne et de l'Afrique du Nord. Dans sa plus grande étendue, il semble avoir inclus le sud et l'est de la péninsule ibérique et à peu près tout le Maroc actuel. Ce mouvement semble avoir aidé à la pénétration australe de l'Afrique, qui a été poursuivie par des groupes ultérieurs. En outre, les Almoravides furent traditionnellement soupçonnés d'avoir attaqué et provoqué la destruction de l'empire ouest-africain du Ghana.

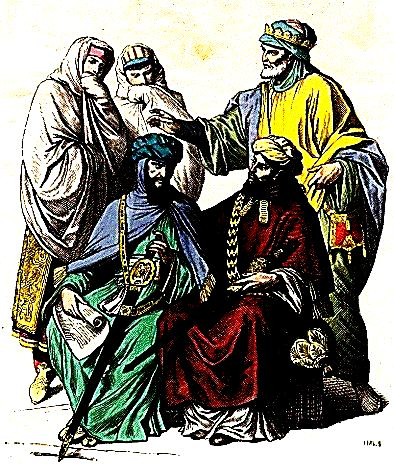
Princes maures.

Cependant, cette interprétation a été remise en question. Conrad et Fisher (1982) ont soutenu que la notion de toute conquête militaire almoravide en son cœur est simplement un folklore perpétué, dérivé d'une mauvaise interprétation ou d'une confiance naïve dans les sources arabes, tandis que Dierke Lange est d'accord avec elle, mais soutient que cela n'exclut pas les agitations politiques almoravides, affirmant que la disparition du Ghana devait beaucoup à ces dernières.

### Almohades
Les Almohades (ou Almohadis) furent similaires aux Almoravides, en ce sens qu'ils attaquaient de la même manière toutes les croyances alternatives qu'ils considéraient comme des corruptions de l'Islam. Ils réussirent à conquérir le sud de l'Espagne et leur empire nord-africain s'étendit plus loin que celui des Almoravides, atteignant l'Égypte.

### Hafsides
Les Hafsides étaient une dynastie Masmuda-berbère au pouvoir en Ifriqiya (Tunisie moderne) de 1229 à 1574. Leurs territoires s'étendaient à leur apogée de l'est de l'Algérie moderne à l'ouest de la Libye moderne.
La dynastie fut nommée d'après Muhammad bin Abu Hafs, un Berbère de la tribu Masmuda du Maroc. Il fut nommé gouverneur de l'Ifriqiya (actuelle Tunisie) par Muhammad an-Nasir, calife de l'empire almohade entre 1198 et 1213. Les Banu Hafs, furent un groupe puissant parmi les Almohades; leur ancêtre est Omar Abu Hafs al-Hentati, membre du conseil des dix et proche compagnon d'Ibn Tumart. Son nom d'origine fut "Fesga Oumzal", qui ensuite changea en "Abu Hafs Omar ibn Yahya al-Hentati" (également connu sous le nom de "Omar Inti") car c'était une tradition d'Ibn Tumart de renommer ses proches compagnons une fois qu'ils avaient adhéré à ses enseignements religieux. Les Hafsides en tant que gouverneurs au nom des Almohades furent constamment menacés par les Banu Ghaniya, descendants des princes almoravides que les Almohades avaient vaincus et remplacés en tant que dynastie régnante.
Les Hafsides furent gouverneurs d'Ifriqiya des Almohades jusqu'en 1229, date à laquelle ils déclarèrent leur indépendance. Après la scission des Hafsides des Almohades sous Abu Zakariya (1229-1249), Abu Zakariya organisa l'administration en Ifriqiya (la province romaine d'Afrique dans le Maghreb moderne ; aujourd'hui la Tunisie, l'est de l'Algérie et l'ouest de la Libye) et construisit Tunis comme centre économique et culturel de l'empire. Dans le même temps, de nombreux musulmans d'Al-Andalus fuyant la Reconquista espagnole de Castille, d'Aragon et du Portugal furent absorbés. Il conquit également Tlemcen en 1242 et prit Abdalwadids comme vassal. Son successeur Muhammad I al-Mustansir (1249-1277) prit le titre de calife.
Au XIVe siècle, l'empire subit un déclin temporaire. Bien que les Hafsides réussirent un temps à subjuguer le royaume de Tlemcen des Abdalwadides, entre 1347 et 1357 ils furent conquis à deux reprises par les Mérinides du Maroc. Les Abdalwadides ne purent cependant vaincre les Bédouins; finalement, les Hafsides purent regagner leur empire. Au cours de la même période, des épidémies de peste provoquèrent une baisse considérable de la population, affaiblissant davantage l'empire. Sous les Hafsides, le commerce avec l'Europe chrétienne augmenta considérablement , mais la piraterie contre les navires chrétiens également augmenta, en particulier pendant le règne d'Abd al-Aziz II (1394-1434). Les bénéfices furent utilisés pour un grand programme de construction et pour soutenir l'art et la culture. Cependant, la piraterie également provoqua des représailles d'Aragon et de Venise, qui plusieurs fois attaquèrent les villes côtières tunisiennes. Sous Utman (1435-1488), les Hafsides atteignirent leur apogée, avec le développement du commerce caravanier à travers le Sahara et avec l'Égypte, ainsi que le commerce maritime avec Venise et l'Aragon. Les Bédouins et les villes de l'empire devinrent largement indépendants, laissant aux Hafsides le contrôle des seules Tunis et Constantine.
Au XVIe siècle, les Hafsides devinrent de plus en plus partie prenante dans la lutte pour le pouvoir entre l'Espagne et les corsaires soutenus par l'Empire ottoman. Les Ottomans conquirent Tunis en 1534 et y tinrent un an. En raison de la menace ottomane, les Hafsides furent vassaux de l'Espagne après 1535. Les Ottomans de nouveau conquirent Tunis en 1569 et l'occupèrent pendant 4 ans. Don Juan d'Autriche la reprit en 1573. Ce dernier conquit Tunis en 1574 et les Hafsides acceptèrent de devenir un État vassal espagnol pour contrer la menace ottomane. Muhammad IV, le dernier calife des Hafsides fut amené à Constantinople et ensuite exécuté en raison de sa collaboration avec l'Espagne et du désir du sultan ottoman de prendre le titre de calife alors qu'il contrôlait désormais La Mecque et Médine. La lignée hafside survécut au massacre ottoman par une branche de la famille emmenée à l'île canarienne de Tenerife par les Espagnols.

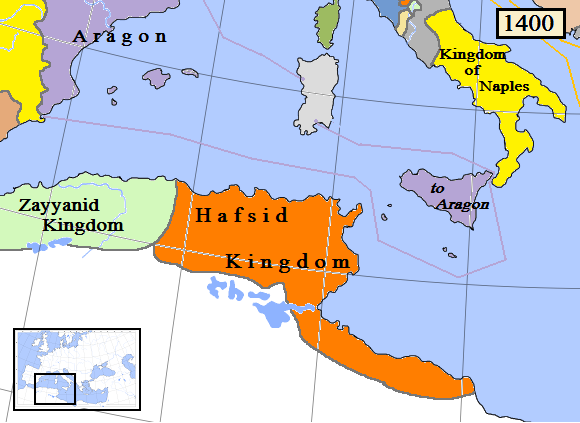
Dynastie Hafside en 1400

## Domination ottomane
Après le Moyen Age, l'Afrique du Nord fut vaguement sous le contrôle de l'Empire ottoman, à l'exception de la région marocaine gouvernée par le Sultanat Saadi,,. La domination ottomane fut centrée sur les villes d'Alger, de Tunis et de Tripoli.

## Colonisation européenne
Aux XVIIIe siècle et XIXe siècle, l'Afrique du Nord fut colonisée par la France, le Royaume-Uni, l'Espagne et l'Italie. Au cours des années 1950 et 1960, et jusque dans les années 1970, tous les États d'Afrique du Nord obtinrent l'indépendance de leurs dirigeants coloniaux européens, à l'exception de quelques petites colonies espagnoles à l'extrême nord du Maroc.
À l'époque moderne, le canal de Suez en Égypte (construit en 1869) suscita de nombreuses controverses. La Convention de Constantinople en 1888 déclara le canal une zone neutre sous la protection des Britanniques, après que les troupes britanniques se soient déplacées pour le protéger en 1882. En vertu du traité anglo-égyptien de 1936, le Royaume-Uni insista pour conserver le contrôle du canal. En 1951, l'Égypte répudia le traité et, en 1954, la Grande-Bretagne accepta de se retirer.
Après que le Royaume-Uni et les États-Unis se soient retiré de leur engagement à soutenir la construction du barrage d'Assouan, le président Gamal Abdel Nasser nationalisa le canal, ce qui conduisit la Grande-Bretagne, la France et Israël à l'envahir pendant la guerre de Suez qui dura une semaine. En raison des dommages et des navires coulés, le canal fut fermé jusqu'en avril 1957, après avoir été nettoyé avec l'aide de l'ONU. Une force des Nations unies (UNEF) fut créée pour maintenir la neutralité du canal et de la péninsule du Sinaï.

## Problèmes historiographiques et conceptuels de l'Afrique du Nord et de l'Afrique subsaharienne

### Problèmes historiographiques et conceptuels
Le problème majeur actuel dans les études africaines que Mohamed (2010/2012), a identifié est le paradigme religieux hérité, orientaliste, colonial, que les africanistes européens ont conservé dans l'historiographie laïciste, post-coloniale, africaine anglophone. Les universitaires africains et afro-américains portent également une part de responsabilité dans la perpétuation de ce paradigme africaniste européen préservé.
À la suite des conceptualisations de l'Afrique développées par Leo Africanus et Hegel, les africanistes européens ont conceptuellement séparé l'Afrique continentale en deux régions racialisées – l'Afrique subsaharienne et l'Afrique du Nord. L'Afrique subsaharienne, en tant que construction géographique raciste, sert de région objectivée et compartimentée d'« Afrique proprement dite », d'« Afrique noire ». La diaspora africaine est également considérée comme faisant partie de la même construction racialisée que l'Afrique subsaharienne. L'Afrique du Nord sert de région racialisée de « l' Afrique européenne », qui est conceptuellement déconnectée de l'Afrique subsaharienne, et conceptuellement connectée au Moyen-Orient, à l'Asie et au monde islamique.
En raison de ces constructions racialisées et de la séparation conceptuelle de l'Afrique, les Nord-Africains à la peau plus foncée, tels que les nommés Haratin, qui ont longtemps résidé au Maghreb et ne résident pas au sud de l'Afrique saharienne, sont devenus analogiquement aliénés à leur indigénéité et leur réalité historique en Afrique du Nord . Bien que l'origine du terme « Haratin » reste spéculative, le terme ne date peut-être pas beaucoup plus tôt que le XVIIIe siècle de notre ère et a été involontairement attribué à des Maghrébins à la peau plus foncée. Avant l'utilisation moderne du terme Haratin comme identifiant, et utilisé par opposition à bidan ou bayd (blanc), sumr/asmar, suud/ aswad ou soudan/sudani (noir/brun) étaient des termes arabes utilisés comme identifiants pour les maghrébins à la peau sombre avant l'époque moderne. « Haratin » est considéré comme un terme offensant par les maghrébins à la peau plus foncée qu'il vise à identifier; par exemple, les habitants de la région sud (par exemple, Wad Noun, Draa ) du Maroc le considèrent comme un terme offensant . Bien que son historicité et son étymologie soient discutables, les colonialistes européens et les africanistes européens ont utilisé le terme Haratin comme identifiants pour des groupes de personnes « noires » et apparemment « mixtes » trouvées en Algérie, en Mauritanie et au Maroc .
L'invasion saadienne de l'empire Songhaï sert de précurseur à des récits ultérieurs qui regroupaient des maghrébins à la peau plus foncée et identifiaient leurs origines comme étant l'Afrique de l'Ouest subsaharienne. L'or ayant servi de motivation à l'invasion saadienne de l'empire Songhaï, cela a permis des changements dans les comportements de ces derniers envers les Africains à la peau foncée. À la suite de l'évolution des comportements envers les Africains à la peau foncée, des Maghrébins à la peau plus foncée ont été recrutés de force dans l'armée d'Ismail Ibn Sharif en tant que garde noire, sur la base de l'affirmation selon laquelle ils descendaient de peuples asservis à l'époque de l'invasion saadienne. Les historiens Shurafa de la période moderne utiliseront plus tard ces événements dans des récits sur l'affranchissement des esclaves "Hartani" (un terme vague, qui, par le mérite d'avoir besoin d'une définition plus approfondie, est une preuve implicite que son historicité est discutable). Les récits dérivés des historiens de Shurafa seraient plus tard incorporés de manière analogique dans les récits américanisés (par exemple, la traite négrière transsaharienne, les esclaves d'Afrique de l'Ouest sub-saharienne importés, les affranchis magrébins à la peau plus foncée) du paradigme africaniste européen actuel.
Au lieu d'avoir été développée par la recherche sur le terrain, l'analogie dans le paradigme africaniste européen actuel, qui aliène, déshistoricise et dénaturalise (en)  conceptuellement les Nord-Africains à la peau plus foncée en Afrique du Nord et les Africains à la peau plus foncée dans le monde islamique en général, est principalement enracinée dans une tradition textuelle américanisée héritée des abolitionnistes chrétiens européens du XIXe siècle. Par conséquent, l'histoire fiable, par opposition à une histoire archaïque basée sur l'analogie, pour les Nord-Africains à la peau plus foncée et les Africains à la peau plus foncée dans le monde islamique est limitée. Une partie de la tradition textuelle associe généralement un statut héréditaire de domestique avec la peau foncée (par exemple, nègre travail, cultivateurs noirs, négroïdes esclaves, Freedman ) . Le paradigme africaniste européen utilise cela comme point de référence principal pour sa construction de récits d'origine pour les Nord-Africains à la peau plus foncée (par exemple, les esclaves importés d'Afrique de l'Ouest sub-saharienne). Avec des Nord-Africains à la peau plus foncée ou des Africains à la peau plus foncée dans le monde islamique traités comme une allégorie de l'altérité, une autre partie de la tradition textuelle est la traite négrière transsaharienne (en), et leur présence dans ces régions est traitée comme celle d'une diaspora africaine en Afrique du Nord et dans le monde islamique. Au total, les Nord-Africains à la peau plus foncée (par exemple, les Maghrébins « noirs » et apparemment « mélangés », les Africains à la peau plus foncée dans le monde islamique, le statut hérité de serviteur associé à la peau foncée et la traite négrière transsaharienne sont amalgamés et modelés dans une analogie avec les Afro-Américains et la traite négrière transatlantique.
La traite négrière transsaharienne a été utilisée comme un dispositif littéraire dans des récits qui expliquent de manière analogique les origines des Nord-Africains à la peau plus foncée en Afrique du Nord et dans le monde islamique. Les caravanes ont été assimilées à des navires négriers, et le nombre d'Africains asservis de force transportés à travers le Sahara deviendra numériquement comparable au nombre considérablement élevé d'Africains asservis de force, transportés à travers l'océan Atlantique. Le récit simulé de nombres d'égale importance est contredit par la présence limitée de Nord-Africains à la peau plus foncée dans le Maghreb actuel. Dans le cadre de ce récit simulé, l'Égypte post-classique a également été caractérisée comme ayant des plantations. Une autre partie de ce récit simulé est une construction orientaliste de Maures, concubines et eunuques hypersexualisés. Les concubines dans les harems ont été utilisées comme un pont explicatif entre l'allégation d'un nombre comparable d'Africains asservis de force et le nombre limité de maghrébins à la peau plus foncée d'aujourd'hui qui ont été caractérisés comme leurs descendants diasporiques. Les eunuques ont été qualifiés de sentinelles qui gardaient ces harems. Le récit simulé est également basé sur l'hypothèse majeure selon laquelle les peuples autochtones du Maghreb étaient autrefois des Berbères purement blancs, qui se sont ensuite biracialisés par métissage avec des concubines noires (existant au sein d'un binaire racial géographique de Maures à la peau pâle résidant plus au nord, plus proche de la région méditerranéenne, et les Maures à la peau foncée résidant plus au sud, plus près du Sahara). Le récit religieux polémique impliquant la souffrance des esclaves chrétiens européens de la traite des esclaves de Barbarie a également été adapté pour contenir le récit simulé d'un nombre comparable d'Africains réduits en esclavage transporté par caravanes musulmanes d'esclaves, du sud de l' Afrique subsaharienne vers l'Afrique du Nord et le monde islamique.
Bien qu'il s'agisse d'une partie héritée des récits polémiques religieux du XIXe siècle, l'utilisation de la race dans le récit laïc du paradigme africaniste européen actuel a donné au paradigme une apparence de qualité scientifique. Le récit polémique religieux (par exemple, cause sainte, néologismes hostiles) des abolitionnistes européens du XIXe siècle sur l'Afrique et les Africains est réduit au silence, mais toujours préservé, dans les récits laïcs du paradigme africaniste européen actuel. L'hypersexualité stéréotypée orientaliste des Maures était considérée par les abolitionnistes européens du XIXe siècle comme dérivant du Coran. La référence à des temps antérieurs, souvent utilisée de concert avec des références bibliques, par les abolitionnistes européens du XIXe siècle, peut indiquer que les réalités décrites des Maures peuvent avoir été des fabrications littéraires. Le but de ces fabrications littéraires apparentes peut avoir été d'affirmer leur vision de la Bible comme étant plus grande que celle du Coran et d'affirmer les points de vue des lecteurs de leurs œuvres composées. L'adoption du récit polémique religieux des abolitionnistes européens du XIXe siècle dans le paradigme africaniste européen d'aujourd'hui est peut-être due à sa correspondance avec la tradition textuelle établie . L'utilisation de l'hypersexualité stéréotypée pour les Maures est ce que les abolitionnistes européens du XIXe siècle et le paradigme africaniste européen d'aujourd'hui ont en commun .
En raison d'un manque de développement considérable dans la recherche sur le terrain concernant l'esclavage dans les sociétés islamiques, le paradigme africaniste européen actuel s'est appuyé sur des estimations peu fiables à propos de la traite négrière transsaharienne. Cependant, des données insuffisantes ont également servi de justification à l'utilisation continue du paradigme africaniste européen actuel défectueux. Les Maghrébins à la peau plus foncée, en particulier au Maroc, se sont lassés du manque de discrétion dont les universitaires étrangers ont fait preuve à leur égard, ont un ressentiment envers la façon dont ils ont été décrits par les universitaires étrangers et, par conséquent, trouvent prévisibles les activités prévues des universitaires étrangers. Plutôt que de continuer à s'appuyer sur le paradigme africaniste européen actuel défectueux, Mohamed (2012) recommande de réviser et d'améliorer le paradigme africaniste actuel (par exemple, l'examen critique des origines et l'introduction de la caractérisation actuelle de la caravane saharienne ; la reconsidération de ce qui fait la traite négrière transsaharienne, dans son propre contexte en Afrique, distinct de la traite négrière transatlantique; la prise en compte réaliste des expériences des maghrébins à peau foncée dans leur propre contexte régional).

### Problèmes conceptuels
Merolle (2017)  a indiqué que l'étude universitaire de l'Afrique subsaharienne et de l'Afrique du Nord par les Européens s'est développée avec l'Afrique du Nord conceptuellement englobée dans le Moyen-Orient et le monde arabe, alors que l'étude de l'Afrique subsaharienne était considérée comme conceptuellement distincte de l'Afrique du Nord, et comme sa propre région, considérée comme intrinsèquement la même. Le modèle commun de séparation conceptuelle de l'Afrique continentale en deux régions et la vision de la similitude conceptuelle au sein de la région de l'Afrique sub-saharienne se sont poursuivis jusqu'à nos jours. Pourtant, avec l'exposition croissante de ce problème, la discussion sur la séparation conceptuelle de l'Afrique a commencé à se développer.
Le Sahara a servi de zone trans-régionale aux peuples d'Afrique. Des auteurs de divers pays (par exemple, Algérie, Cameroun, Soudan) en Afrique ont critiqué la conceptualisation du Sahara comme une barrière régionale et ont fourni des contre-arguments soutenant l'interdépendance de l'Afrique continentale; il existe des liens historiques et culturels ainsi que des échanges commerciaux entre l'Afrique de l'Ouest, l'Afrique du Nord et l'Afrique de l'Est (par exemple, l'Afrique du Nord avec le Niger et le Mali, l'Afrique du Nord avec la Tanzanie et le Soudan, les principaux centres d'apprentissage islamique au Niger et au Mali). L'Afrique a été conceptuellement compartimentée dans les sens d' « Afrique noire », « Afrique au sud du Sahara » et « Afrique subsaharienne ». L'Afrique du Nord a été conceptuellement « orientalisée » et séparée de l'Afrique subsaharienne. Alors que son développement historique s'est produit dans un laps de temps plus long, le développement épistémique (par exemple, la forme, le contenu) de la séparation conceptuelle racialisée actuelle de l'Afrique est le résultat de la Conférence de Berlin et du Partage de l'Afrique.
Dans les études littéraires africaines et berbères, l'érudition de l'un est restée largement séparée de l'autre. La séparation conceptuelle de l'Afrique dans ces études peut être due à la façon dont les politiques d'édition des études dans le monde anglophone et francophone sont affectées par la politique internationale du monde anglophone et francophone. Alors que les études dans le monde anglophone ont plus clairement suivi la tendance de la séparation conceptuelle de l'Afrique, le monde francophone a été plus nuancé, ce qui peut provenir des politiques impériales relatives au colonialisme français en Afrique du Nord et en Afrique subsaharienne. L'étude de l'Afrique du Nord ayant été largement initiée par le monde arabophone et francophone, la négation de l'africanisation de la langue arabe au cours des siècles qu'elle a été présente en Afrique a montré que la séparation conceptuelle de l'Afrique reste omniprésente dans le monde francophone; ce déni peut provenir du développement historique de la caractérisation d'une Arabie islamique existant comme un binaire diamétral à l' Europe. Parmi les études dans le monde francophone, les liens entre l'Afrique du Nord et l'Afrique subsaharienne ont été niés ou minimisés, tandis que les liens (par exemple, religieux, culturels) entre les régions et les peuples (par exemple, la langue et la littérature arabes avec la langue et la littérature berbères) du Moyen-Orient et de l'Afrique du Nord ont été établis en diminuant les différences entre les deux et en se concentrant sélectivement sur les similitudes entre les deux. Dans le monde francophone, la construction de régions racialisées, telles que l'Afrique noire (Africains sub-sahariens) et l'Afrique blanche (Noirs africains, par exemple les Berbères et les Arabes), s'est également développée.
Bien qu'ayant invoqué et utilisé des identités, en référence aux conceptualisations racialisées de l'Afrique (par exemple, l'Afrique du Nord, l'Afrique subsaharienne), pour s'opposer aux identités imposées, les Berbères ont invoqué l'identité nord-africaine pour s'opposer aux identités arabisées et islamisées, et les Africains subsahariens (par exemple Negritude, Black Consciousness ) et la diaspora africaine (par exemple, Black is Beautiful (en)) ont invoqué et utilisé l' identité noire pour s'opposer au colonialisme et au racisme. Alors que les études berbères ont largement cherché à établir des liens entre les Berbères et l'Afrique du Nord avec les Arabes et le Moyen-Orient, Merolla (2017) a indiqué que les efforts visant à établir des liens entre les Berbères et l'Afrique du Nord avec les Africains subsahariens et l'Afrique subsaharienne ont récemment commencé à être entrepris.

## Histoire génétique de l'Afrique du Nord

### ADN humain archaïque
Alors que l'ascendance de Denisovan et de Néandertal chez les non-Africains en dehors de l'Afrique est plus certaine, l'ascendance humaine archaïque chez les Africains est moins certaine et est trop tôt pour être établie avec certitude.

### ADN ancien

#### Égypte
Amenhotep III, Akhenaton et Toutankhamon portaient l' haplogroupe R1b. Thuya, Tiye, la mère de Toutankhamon et Toutankhamon portaient l' haplogroupe K.
Ramsès III et Unknown Man E, peut-être Pentawere, portaient l'haplogroupe E1b1a (en) ,,.
Khnum-aa, Khnum-Nakht et Nakht-Ankh (tombe des deux frères) portaient l'haplogroupe M1a1 .

#### Libye
À l'abri sous roche de Takarkori, en Libye, deux femmes naturellement momifiées, datées de la période pastorale moyenne (en)  (7000 AP), portaient l'haplogroupe basal N.

#### Maroc
Les Taforalts du Maroc, qui se sont avérés être 63,5% Natoufiens, se sont également révélés être des Africains sub-sahariens à 36,5% (par exemple, Hadza ), qui est entrainé, surtout, par les Africains de l'Ouest (par exemple, Yoruba, Mende ). En plus d'avoir des similitudes avec les vestiges d'une lignée plus basique d'Afrique subsaharienne (par exemple, un Basal West African (en) partagé entre les peuples Yoruba et Mende), l'ADN de l'Afrique subsaharienne chez le peuple Taforalt de la culture ibéromaurusienne peut être le meilleur représenté par les Africains de l'Ouest modernes (par exemple, Yoruba ).

### ADN mitochondrial
Les haplogroupes mitochondriaux L3, M et N se trouvent parmi les peuples soudanais (par exemple, Bedja, Nilotique, Nouba, Nubiens), qui n'ont aucune interaction connue (par exemple, histoire de migration/mélange) avec les Européens ou les Asiatiques; plutôt que d'avoir développé dans un contexte de migration post-Out-of-Africa, le macrohaplogroupe mitochondrial L3/M/N et son développement ultérieur en haplogroupes mitochondriaux distincts (par exemple, haplogroupe L3, haplogroupe M, haplogroupe N ) ont pu se produire en Afrique de l'Est à une époque qui précède considérablement l'événement de migration hors d'Afrique de 50 000 AP.

### ADN médical

#### lactase persistance
Les agriculteurs néolithiques, qui peuvent avoir résidé en Afrique du Nord-Est (en) et au Proche-Orient, peuvent avoir été la population source des variantes de lactase persistance (en) , y compris -13910*T, et peuvent avoir été supplantés par la suite par des migrations ultérieures de peuples. Les Peuls d'Afrique de l'Ouest sub-saharienne, les Touaregs d'Afrique du Nord et les agriculteurs européens , descendants de ces agriculteurs néolithiques, partagent la variante de lactase persistance –13910*T . Bien que partagée par les éleveurs peuls et touaregs, par rapport à la variante touareg, la variante peule de -13910*T a subi une plus longue période de différenciation des haplotypes. La variante -13910 * T de la lactase persistance peul peut s'être propagée, ainsi que le pastoralisme, entre 9686 AP et 7534 AP , peut - être autour de 8500 AP; corroborant cette période pour les Peuls, pour au moins 7500 AP, il existe des preuves de bergers se livrant à l'acte de la traite dans le Sahara central.

## Liste des cultures et sites archéologiques
Liste non exhaustive
- Abadiyeh (Égypte)
- Aboccis (en)
- Abu Ballas
- Abu Madi
- Abu Mena
- Abu Nafisa fort (en)
- Temples d'Abou Simbel
- Abydos (Égypte)
- Ad Turres (Byzacena) (en)
- Aeliae (en)
- Affad 23
- A-Group culture (en)
- Ahl al Oughlam
- Thermes d'Aïn Doura
- Ain Farah
- Ain Soukhna
- Aïn El Turc
- Aït Benhaddou
- Akhmim
- Akoris
- Al Amarat (Khartoum) (en)
- Parc Al-Azhar
- Alexandrie
- Al-Meragh (en)
- Almorada (Omdurman) (en)
- Altava
- Amara, Nubia (en)
- Amratian culture (en)
- Ancient Cotta (en)
- Aniba (site archéologique)
- Anthylla (en)
- Antinoupolis
- Apollonie de Cyrène
- Aptucca
- Aquae in Byzacena (en)
- Aquae Regiae (en)
- Aquae Sirenses
- Arsennaria (en)
- Askut (en)
- Aswan
- Aton
- Atérien
- Athribis (Haute-Égypte)
- Ausafa
- Autenti (en)
- Auzegera (en)
- Auzia
- Avaris
- Badari
- Bagaï
- Baliana (en)
- Ballana (en)
- Banganarti
- Bant (Omdurman) (en)
- Bapara (Mauritanie) (en)
- Basa, Sudan (en)
- Basra (Maroc)
- Batn-El-Hajar (en)
- Baouit
- Bazina du Gour
- Behbeit El Hagar
- Benepota (en)
- Benghazi
- Beni Otsmane (en)
- Beni-Derraj (en)
- Bennefa (en)
- Bérénice (port)
- B-Group (en)
- Bibliothèque d'Alexandrie
- Biggeh
- Bir el Ater
- Bir Kiseiba (en)
- Bir-Abdallah (en)
- Bordj-Bou-Djadi (en)
- Borj Gourbata (en)
- Botriana (en)
- Parc national de Bouhedma
- Boumedfaa
- Bubastis
- Bouhen
- Butana Group (en)
- Buto
- Cabarsussi (en)
- Caire islamique
- Calama
- Canope (cité)
- Capsien
- Carcabia (en)
- Cartennae
- Site archéologique de Carthage
- Castellum Dimmidi
- Castra Nova
- Castellum Medianum (en)
- Castellum Ripae (en)
- Castellum Tatroportus (en)
- Castellum Tingitii (en)
- Catabum Castra (en)
- Catacombes de Kom El Shoqafa
- Grotte des archers (en)
- Cebarades (en)
- Cimetière est du complexe funéraire de Khéops
- Cimetière ouest du complexe funéraire de Khéops
- Cimetière sud du complexe funéraire de Khéops
- Centenaria (Algérie) (en)
- Central Field, Giza (en)
- Centuria (Numidie)
- C-Group culture (en)
- Chemtou
- Cherchell
- Chusira
- Cirta
- Civilisation carthaginoise
- Cohors Breucorum (en)
- Contra Latopolis
- Crepedula (en)
- Cufruta (en)
- Culture de la céramique cardiale
- Culture de Mérimdé
- Culture de Nagada
- Culusi (en)
- Cusae
- Cynopolis
- Cyrène
- Dabenarti (en)
- Dahchour
- Debeira (en)
- Deir el-Ballas (en)
- Temple de Dendera
- Der Tasa
- Diana Veteranorum
- Diocèse de Dices (en)
- Diocèse de Sesta
- Diocèse de Thucca Terenbenthina (en)
- Dionysiana (en)
- Djeddar
- Djémila
- Douela (en)
- Drâa-Bellouan (en)
- Dzemda (en)
- Edfu-Project (en)
- Edistiana (en)
- Egnatia, Byzacena (en)
- El Brij (Tunisie) (en)
- El Harrouch
- El-Hawawish
- El Hibeh
- El Jadida
- El Kab
- El Kenissia (en)
- El Kseur
- El-Lahoun
- Al Mataria
- El Qattah
- El-Amra
- El-Detti (en)
- Elephantine
- Eles, Tunisia (en)
- El-Gabal el-Ahmar (en)
- El-Haria (en)
- El-Hobagi
- El-Kourrou
- El-Tod
- Enera
- Enfidha
- Esna
- Essaouira
- Fadrus (en)
- Cathédrale de Faras
- Feradi Minus (en)
- Fes el Bali
- Filaca (en)
- Flenucleta
- Floriana (Mauritanie) (en)
- Flumenzer (en)
- Foratiana (en)
- Forontoniana (en)
- Fossatum Africae
- Forteresses de Semna
- Gabal El Haridi (en)
- Gafsa
- Gala Abu Ahmed
- Gash Group (en)
- Gebel al-Ain (en)
- Gebel Silsileh
- Gebel Ramlah (en)
- Gebelein
- Geddi-Sabu
- Gemellae
- Temple de Ptah (Gerf Hussein)
- Gerzeh culture (en)
- Gilva, Numidia (en)
- Giru Mons (en)
- Pyramides de Gizeh
- Gratiana, Africa (en)
- Grimidi (en)
- Grotte de Dederiyeh
- Grotte des Bêtes
- Grotte des Nageurs
- Grottes de Gueldaman
- Gubaliana (en)
- Gummi in Proconsulari (en)
- Gunela (en)
- Gunugus
- Gurza
- Gynaecopolis (en)
- H.U.N.E. (en)
- Hajar an-Nasar (en)
- Halfan culture (en)
- Hamadab (en)
- Hammam Essalihine
- Harageh
- Harifian culture (en)
- Hawara
- Héliopolis (Égypte)
- Hellenion (Naucratis) (en)
- Helwan (cemetery) (en)
- Henchir Chigarnia (en)
- Henchir Kssiba
- Henchir-Aïn-Dourat (en)
- Henchir-Baldia (en)
- Henchir-Belli (en)
- Henchir-Bez (en)
- Henchir-Boucha (en)
- Henchir-Bou-Doukhane (en)
- Henchir-Ed-Douamès (en)
- Henchir-El-Dukhla (en)
- Henchir-El-Hatba (en)
- Henchir-el-Kermate (en)
- Henchir-El-Meden (en)
- Henchir-El-Msaadine (en)
- Henchir-Ezzguidane (en)
- Henchir-Guennara (en)
- Henchir-Khachoum (en)
- Henchir-Madjouba (en)
- Henchir el Matria
- Henchir-Sidi-Salah (en)
- Henchir-Tebel (en)
- Heracleion
- Heracleopolis Magna
- Hermonthis
- Hermopolis
- Hillat al-Arab (en)
- Hippo Regius
- Horrea Coelia (en)
- Hosh el-Kab fort (en)
- Hu (Diospolis Parva)
- Ibéromaurusien
- Idfa (en)
- Ifri N'Ammar (en)
- Ifri N'Amr Ou Moussa (en)
- Ifri Oudadane (en)
- Igilgili
- Île d'Aguilkia
- Île de Sehel
- Iubaltiana (en)
- Jebel Barkal, Gebel Barkal
- Jebel Dosha
- Jebel Irhoud
- Jebel Mokram Group (en)
- Jebel Moya (en)
- Jebel Sahaba (en)
- Parc national de Jbil
- Kageras (en)
- Kairouan
- Kalâa des Béni Hammad
- Kalabchah
- Karanis (en)
- Karanog (en)
- Kawa, Sudan (en)
- Kehf el Baroud (en)
- Kellia
- Kellis
- Kerkouane
- Khemis Miliana
- Khiamian (en)
- Khor Shingawi (en)
- Kôm Abou Billou
- Kom El Deka
- Kôm Firin
- Kom-el-Gir (en)
- Ksar Ghilane
- Ksour-El-Khaoua (en)
- Kulb (en)
- Kulubnarti church (en)
- Kulubnarti fort (en)
- Kouma
- Kuntillet Ajrud
- Parc national de l'Ichkeul
- Lambaesis
- Lamdia (en)
- Lapda (en)
- Lari Castellum (en)
- Legis Volumni (en)
- Liste de Lepsius
- Letopolis
- L'Hillil
- Licht
- Villes d'Égypte antique
- Liste de sites préhistoriques au Maroc (en)
- Lixus (ville antique)
- Temple d'Amon (Louxor)
- Maadi
- Madarsuma (en)
- Madauros
- Magharet el Kantara (en)
- Mahjouba, Morocco (en)
- Malqata
- Malliana (en)
- Manaccenser (en)
- Maraguia (en)
- Marazanae (en)
- Maréa
- Marina, Egypt (en)
- Masclianae (en)
- Mascula
- Mattiana (en)
- Mausolée libyco-punique de Dougga
- Mausolée royal de Maurétanie
- Maximiana in Byzacena (en)
- Mazghuna
- Médamoud
- Médina de Sousse
- Médina de Taroudant (en)
- Meïdoum
- Meinarti
- Melzi (cité antique) (en)
- Memphis (Égypte)
- Mendès
- Meroë
- Mesarfelta
- Mibiarca (en)
- Midianite pottery (en)
- Midica (en)
- Mididi (en)
- Migirpa (en)
- Mila (Algérie)
- Milev
- Miliana
- Mimiana (en)
- Minshat Abou Omar
- Mirgissa
- Missua
- Mizigi (en)
- Momemphis
- Monastère de l'archange Gabriel de Naqlun (en)
- Moustérien
- Mozotcori (en)
- Msoura
- Musawwarat es-Sofra
- Musti
- Muteci (en)
- Mutugenna (en)
- Myos Hormos
- Nabala, Mauritania (en)
- Nabta Playa
- Naqada III
- Nasbinca (en)
- Naucratis
- Naustathmus (Cyrenaica) (en)
- Necropolis of Cyrene (en)
- Néfrousy
- Negrine
- Nekhl
- Nekhen
- Nekor
- New Wadi es-Sebua (en)
- Nitrie (Égypte)
- North Asasif (en)
- Pyramides nubiennes
- Numluli (en)
- Nuri
- Octabia (en)
- Oglet-Khefifa (en)
- Old Dongola
- Oppidum Novum
- Oxyrhynque
- Pbow (en)
- Pederodiana (en)
- Pelusium
- Philae
- Philoteris (en)
- Pi-Ramsès
- Pi-Sekhemkheperre (en)
- Pithom
- Pocofeltus (en)
- Port-Saïd
- Portus Magnus (Algérie)
- Precausa (en)
- Ptolémaïs (Cyrénaïque)
- Putia in Byzacena (en)
- Pyramids of Meroë (en)
- Qadan culture (en)
- Qalʿat ibn Salâma
- Qasr el Banat (en)
- Qasr Ibrim
- Qift
- Qubbet el-Hawa
- Quiza Xenitana
- Qustul
- Rachgoun
- Rapidum
- Raqqada
- Reperi (en)
- Rhakôtis
- Riqqeh (en)
- Peintures rupestres d'Eheren et Tahilahi
- Roknia
- Rufiniana (en)
- Rusazus
- Rusubbicari
- Sabu, Sudan (en)
- Sadd el-Kafara
- Saft el-Hinna
- Sainte Catherine (Égypte)
- Saïs
- Salakta
- Saldae
- Sanam, Sudan (en)
- Sarabit al-Khadim
- Sassura (en)
- Scebatiana (en)
- Sebennytos
- Sébilien
- Sebkha-El-Coursia (en)
- Pyramides de Sedeinga
- Sediman
- Sega
- Semta (Africa) (en)
- Senâm (en)
- Septimunicia (en)
- Sereddeli (en)
- Sesebi
- Severiana (en)
- Shalfak
- Sheikh Muftah culture (en)
- Shellal (en)
- Siccenna (en)
- Siccesi (en)
- Sidi Bennour (Maroc)
- Sidi Brahim (Sidi Bel Abbès)
- Sidi El Hani
- Sidi Khelifa (Tunisie)
- Sitifis
- Siga
- Sinja
- Sinnuara (en)
- Sitipa (en)
- Soba (Alodie)
- Soknopaiou Nesos
- Soleb
- Souk El Khemis (Bouira)
- Soumenou
- Sousse
- Speos Artemidos
- Carrières de pierres dans l'Égypte antique
- Sufasar
- Suliana (en)
- Sululos
- Tabaicara (en)
- Tabalta (en)
- Taberdga, Algeria (en)
- Tabo (Nubie)
- Taborenta (en)
- Tabuda
- Tadrart Rouge
- Taforalt
- Tagarbala (en)
- Tagase (en)
- Taphnis
- Tahpsus (en)
- Talaptula (en)
- Tamazeni (en)
- Tambeae (en)
- Tamera, Tunisia (en)
- Tamuda
- Taposiris Magna
- Taraqua (en)
- Tarkhan
- Tasaccora (en)
- Tassili n'Ajjer
- Tatilti (en)
- Tel Habuwa (en)
- Tell el-Balamoun
- Tell el-Dab'a
- Tell el-Qudeirat (en)
- Tell el-Yahoudieh
- Tell Nebesha
- Temple d'Amon (Napata)
- Temple d'Amon (Debod)
- Temple d'Horus (Edfou)
- Temple d'Hibis
- Temple of Kalabsha (en)
- Temple de Sobek et Haroëris
- Temple of Mut, Jebel Barkal (en)
- Temuniana (en)
- Tennis, Egypt (en)
- Tetci (en)
- Tétouan
- Tabarka
- Thagaste
- Thamusida
- Thasbalta (en)
- Nécropole thébaine
- Thèbes (Égypte)
- Thenae (en)
- Theveste
- Thiava
- Thibilis
- Thiges (en)
- Tinja
- Thinis
- Téboursouk
- Thucca Terenbenthina (en)
- Thunusruma (en)
- Tiddis
- Tigisis (Maurétanie Césarienne)
- Tigisis (Numidie)
- Tiguala (en)
- Timgad
- Timidana (en)
- Tinisa in Proconsulari
- Tipasa
- Tipaza
- Titular Bishopric of Vita (en)
- Tobna
- Tombos (Nubia) (en)
- Trofimiana (en)
- Tubernuca (en)
- Tubyza (en)
- Tourah (Égypte)
- Uchi Maius
- Umm Ruweim (en)
- Obélisque inachevé
- Uppenna
- Ouronarti
- Usilla (en)
- Uzinaza (en)
- Vagada (Numidia) (en)
- Vagal, Mauritania (en)
- Vagalitanus (en)
- Vageata (en)
- Vallée des momies dorées
- Vallitanus
- Vazi-Sarra (en)
- Vegesela in Byzacena (en)
- Volubilis
- Voncariana (en)
- Wad ban Naqa
- Wadi al-Jarf
- Wadi el-Hudi
- Wadi Hammamat
- Wadi Hamra (Gilf Kebir) (en)
- Wadi Maghareh
- Wadi Tumilat
- Wah-Sut
- Zaraï
- Zawyet el-Maiyitin (en)
- Zawyet Umm El Rakham (en)
- Zella (see) (en)
- Zian, North Africa (en)
- Zuccabar
- Zuma, Sudan (en)